# O Diário de Adão e Eva
O Diário de Adão e Eva é uma peça de teatro adaptada do conto homônimo do escritor norte-americano Mark Twain, autor de Tom Sawyer. Ela descreve o que ocorreu na vida de Adão a partir do momento em que ele encontrou Eva, passando por vários trechos descritos na Bíblia Sagrada.
A primeira encenação no Brasil contou com Marcos Palmeira e Ana Paula Arósio.
1. ↑  Rasmussen, R. Kent (14 de maio de 2014). Critical Companion to Mark Twain: A Literary Reference to His Life and Work (em inglês). [S.l.]: Infobase Publishing. Consultado em 17 de agosto de 2025